# Франкова криниця Підгір'я
Франкова криниця Підгір'я (1985—1988 — «Трускавецкая здравница», 1988–1990 — «Курортный вестник», 1990—2008 — «Франкова криниця») — регіональна щотижнева газета міста Трускавця.

## Історія
Газета «Трускавецкая здравница» почала виходити у Трускавці з січня 1985 року. Редактором «Трускавецкой здравницы» був Ігор Сусюк, згодом газета змінила назву на «Курортный вестник», а з 1990 на «Франкову криницю». 
У 2004 році помер Ігор Сусюк і «Франкова криниця» почала виходити з невеличкими перервами, причиною яких було складне економічне становище. У цей період засновником та видавцем газети була Львівська обласна рада, проте згодом вона відмовилася від неї.
З грудня 2008 року газета почала виходити під новою назвою «Франкова криниця Підгір'я», а видавцем та власником став санаторій «Карпати».

## Редактори
- 1985—2004 — Ігор Сусюк
- 2004—2008 — Андрій Говіщак
- 2008—2010 — Галина Татаревич
- 2011—2013 — Володимир Ключак
- 2013—2015 — Ірина Циган
- 2015—2017 — Володимир Ключак
- 2017—2019 — Ніна Федько
- 2019 — 2020 - Тарас Метик
- З 2021 року - Ніна Федько.